# Echtheitszertifikat

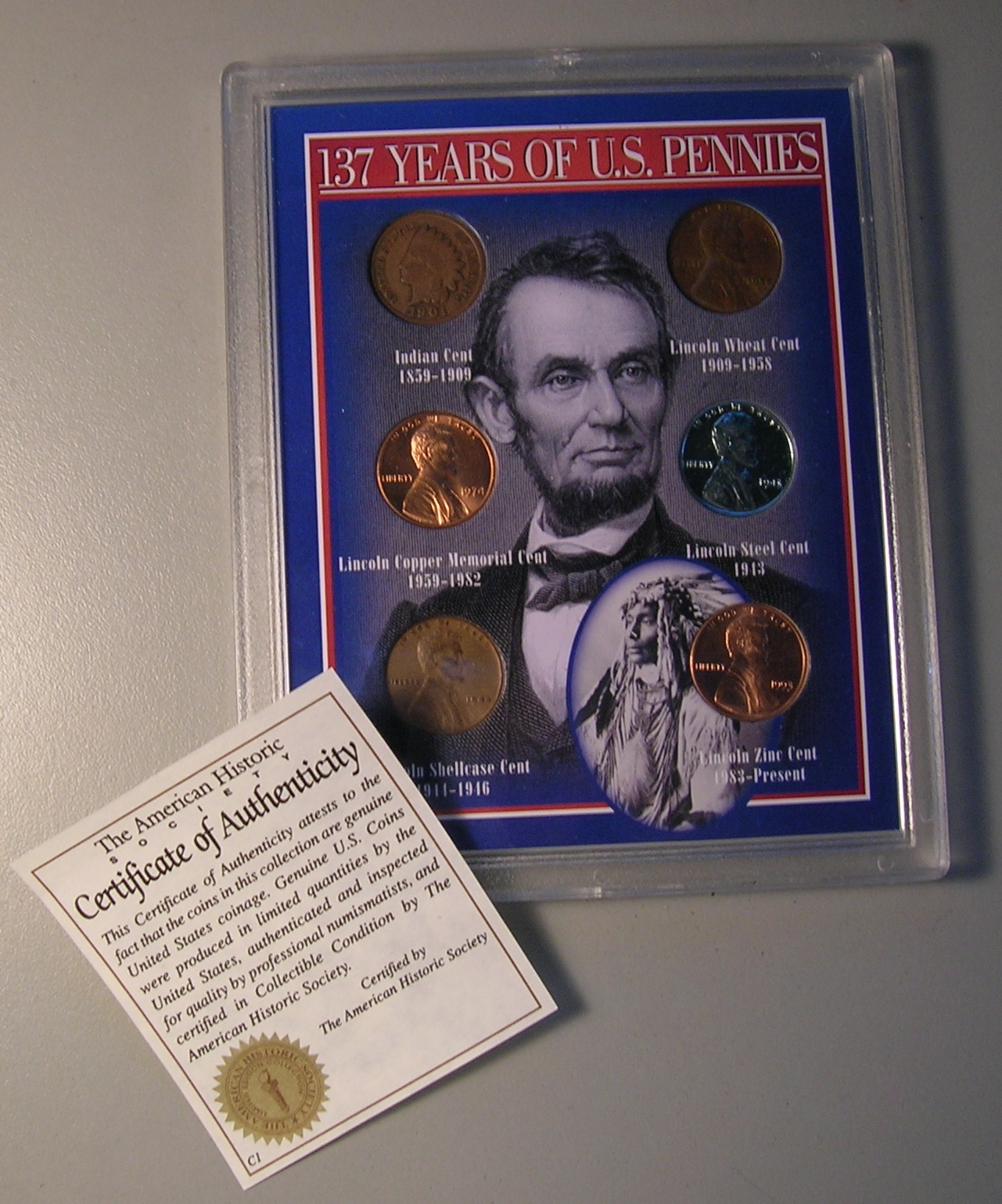
Echtheitszertifikat zu einem Set von Münzen

Ein Echtheitszertifikat (englisch Certificate of Authenticity) ist ein Siegel oder Aufkleber, das die Echtheit von Produkten belegen soll. Man unterscheidet oft zwischen zwei Arten solcher Zertifikate:

## Echtheitszertifikate
Diese Art von Echtheitszertifikat wird für Kunstwerke, Münzen, Briefmarken, Mode, Schmuck und Ähnliches genutzt. Oft sind diese dem Produkt in Papierform beigelegt. Man findet auf ihnen zahlreiche Informationen über das zertifizierte Produkt. Dazu gehören zum Beispiel der Ort der Herstellung,  Hersteller  oder Künstler. Häufig sind auch Kontaktdaten des Herstellers vermerkt.
Ein Beispiel für ein solches Zertifikat ist das, das nach dem Fall der Berliner Mauer von sogenannten Mauerspechten mit Stücken der Mauer verkauft wurde.

## Software Zertifikate
COAs für Software sind oft nicht nur die Bestätigung, dass man ein Originalprodukt kauft, sondern auch ein Bestandteil der Lizenz. Man findet dieses Zertifikat und die wichtigsten ID-Nummern auf dem Gehäuse des Computers, der Verpackung des Produkts oder bekommt es, im Falle einer Online-Bestellung, per E-Mail zugesandt.